# Aubach (Hambach)
Der Aubach ist ein über 3 km langer Bach im Landkreis Heilbronn im nördlichen Baden-Württemberg, der nach nordöstlichem Lauf am Südrand des Dorfes Willsbach der Gemeinde Obersulm von links mit dem etwas größeren rechten Hößlinsülzer Bach zum Hambach zusammenfließt.

## Geographie

### Verlauf
Der Aubach entsteht an der Nordostseite des bewaldeten Rückens der bewaldeten Heilbronner Berge, der sich vom Löwensteiner Sandberg  nordwestwärts bis zum Heilbronner Reisberg erstreckt. Auf dem Abschnitt des Rückens zwischen dem Löwensteiner Uttenberg und dem Lehrensteinsfelder Steigwald entspringen unter dem Kamm über ein halbes Dutzend Oberläufe, die anfangs am steilen Hang in ihren  Waldklingen nur unbeständig Wasser führen, auf dem Grund der tieferen Talmulden dann beständiger, und die nach und nach büschelartig zusammenfließen. Die amtliche Quelle liegt auf etwa 295 m ü. NHN am Osthang des etwa 325 m ü. NHN hohen Hagelsbergs, von dort fließt der Aubach mit nur kleinen Richtungsschwankungen beständig nach Nordosten.
Schon nach weniger als einem Kilometer läuft im Waldgewann Muckenloch von Süden her ein Bach aus der Mordklinge zu, der seinerseits von einem Büschel von Nebenklingen gespeist wird, die auf bis zu 325 m ü. NHN an den Hängen des Uttenbergs entstehen. Der zuvor meist wenig eingetiefte Aubach weitet sich bis zum nächsten größeren Zufluss etwa 1,5 km unterhalb seiner Quelle auf bis zu drei Metern Breite aus und ist dabei bis zu zwei Metern eingetieft. Die letzten etwa 150 Meter auf diesem Abschnitt fließt er am rechten Rand einer Wiesenaue und ein einer den Wiesenlauf nunmehr begleitendem Baumgalerie.
Dort fließt auf etwa 216 m ü. NHN zuletzt von Westen her der Bach aus dem Steigwald zu, der seinerseits wenig zuvor einen Bach aus der Schülpenklinge von rechts aufgenommen hat. Beider Stränge sind ähnlich lang wie der Aubach bis zum Zusammenfluss, führen aber unbeständiger Wasser und verlaufen abschnittsweise am Rand von offenen Talstücken unter Weinbergen am linken Hang.
In der Folge fließt der Aubach recht naturnah in einer anfangs im Gewann Au nur einseitig offenen und wiesenbestandenen Aue, zwischen linksseits dem bis 288 m ü. NHN hohen Föhrenberg mit seiner Waldkappe und steilen Weinbergen am mittleren Hang und dem 20–30 Höhenmeter niedrigeren Waldhang Asang rechtsseits. Er windet sich hier anderthalb bis drei Meter breit und von einer Auwaldgalerie begleitet durch den Talgrund, die sich vor allem aus Schwarzerlen sowie Eschen zusammensetzt, weniger aus Weiden und noch anderen Baumarten. Seine Sohle ist ein bis zwei Meter eingetieft, stellenweise fällt er über kleine, durch Baumwurzeln geschaffene Stürze. Bachabwärts lässt die Naturnähe nach. Kurz vor dem am rechten Ufer liegenden Obersulmer Weiler Neuhaus durchläuft er das nur bei Hochwasser geflutete Becken und durchquert dann den etwa zehn Meter hohen Erddamm des Hochwasserrückhaltebeckens Aubach. Im Bereich des Weilers, dem gegenüber auch das Gewerbegebiet von Willsbach inzwischen bis ans Ufer herangewachsen ist, überquert ihn dann noch die B 39 auf ihrem Abschnitt von Weinsberg nach Mainhardt, die durchs Nachbartal auf die Höhen der Löwensteiner Berge aufsteigt. Gut hundert Meter danach fließt er am Südrand des Gewerbegebietes von Willsbachs auf 196,3 m ü. NHN mit dessen rechtem Oberlauf Hößlinsülzer Bach zum Hambach zusammen, der nach weiteren 1,4 km Lauf in die mittlere Sulm einmündet.
Der Aubach hat von seiner Quelle am Hagelsberg an eine Länge von 3,3 km, erfährt auf dieser Strecke ein mittleres Sohlgefälle von etwa 30 ‰ und ein absolutes Gefälle von rund 99 Metern und ist gegenüber dem Hößlinsülzer Bach der etwas kleinere Oberlauf des Hambachs.

### Einzugsgebiet
Das Einzugsgebiet des Aubachs ist etwa 3,0 km² groß, es liegt naturräumlich gesehen in den Löwensteiner Bergen, überwiegend und mit dem oberen Teil in deren Unterraum Heilbronner Berge am Nordostabfall des bewaldeten Bergrückens, der sich von Löwenstein in Richtung Heilbronn erstreckt, mit einem kleineren, tiefen und mündungsnahen Teil im Unterraum Weinsberger Tal. Der mit etwa 378 m ü. NHN höchste Punkt liegt dicht am Südosteck auf einer kleinen Waldhochebene auf dem Uttenberg, zwischen der Mordklinge und der zum Einzugsgebiet des Hößlinsülzer Bachs gehörenden Siechklinge. Links über dem Unterlauf erstrecken sich am linken, südostexponierten Talhang zahlreiche Weinberge, während die ebenfalls offenen Talmulde dort von einem Mosaik aus Feldern, Wiesen und Obstwiesen eingenommen wird und der rechte Talhang fast bis zuletzt waldbestanden ist.
Wenig über ein Drittel des Einzugsgebietes im Westen mit überwiegend Wald gehört zur Gemeinde Lehrensteinsfeld, etwa ein Siebtel von ihm im Osten, nur mit Wald, zur Kleinstadt Löwenstein, winzige Randzwicḱel an der südwestlichen Wasserscheide zur Gemeinde Untergruppenbach und der übrige, größte Teil von ihm zur Gemeinde Obersulm. Dort liegen kurz vor der Mündung auch die nur kleinen Siedlungsflächen mit dem Weiler Neuhof rechtsseits und einigen Gebäuden des Willsbacher Gewerbegebietes linksseits der Aubachs.
Reihum grenzen die Einzugsgebiete der folgenden Nachbargewässer an:
- Im Nordwesten fließt dessen rechter Oberlauf Lauchbach zum Ellbach, dem nächsten großen linken Zufluss der Sulm nach dem Aubach-Vorfluter Hambach;
- im Nordnordwesten zwängt sich zwischen beide das Einzugsgebiet des kleinen Mäusebachs, der gleich nach dem Hambach in die Sulm mündet;
- im Südosten konkurriert der andere Hambach-Oberlauf Hößlinsülzer Bach meist über seinen Zufluss Langenfeldbach und auch seinen Zufluss aus der Siechklinge;
- hinter der südwestlichen Wasserscheide mit den höchsten Erhebungen liegt das Entwässerungsgebiet der oberen Schozach, die weit oberhalb der Sulm ebenfalls den Neckar speist.

### Zuflüsse und Seen
Liste der Zuflüsse und  Seen und  Hochwasserrückhaltebecken von der Quelle zur Mündung. Gewässerlänge, Seefläche, Einzugsgebiet und Höhe nach den entsprechenden Layern auf der Onlinekarte der LUBW. Andere Quellen für die Angaben sind vermerkt.
Quelle des Aubachs auf etwa 295 m ü. NHN etwa 2,4 km westlich von Löwenstein-Hößlinsülz am Hegelsberg nahe dem Römerweg. Der Bach fließt durchweg etwa nordostwärts.
- (Bach aus der Mordklinge), von rechts und Süden auf etwa 234 m ü. NHN im Waldgewann Mückenloch, 0,5 km und ca. 0,5 km².[LUBW 7] Entsteht auf etwa 270 m ü. NHN und mit anderen Oberlaufgerinnen bis zu 300 m ü. NHN zwischen Hagelsberg und Uttenberg.
- (Bach aus dem Steigwald), von links und Westsüdwesten auf 216,2 m ü. NHN[LUBW 2] zu Füßen des Föhrenbergs, ca. 1,8 km[LUBW 8] und ca. 0,9 km².[LUBW 7] Entsteht auf etwa 280 m ü. NHN im Waldgewann Steigwald.
  -  Durchfließt auf etwa 257 m ü. NHN einen Waldteich im Steigwald, unter 0,1 ha.
  - (Bach aus der Schülpenklinge), von rechts und Südwesten auf etwa 225 m ü. NHN an der Gemeindegrenze Lehrensteinsfeld/Obersulm, ca. 1,3 km[LUBW 8] und ca. 0,3 km².[LUBW 7] Entsteht auf etwa 292 m ü. NHN nahe der Kreuzung der L 1102 Oberheinriet–Lehrensteinsfeld mit dem Römerweg.
- Durchfließt auf unter 200 m ü. NHN bei Neuhaus das 2001 errichtete, gewöhnlich trockenliegende Hochwasserrückhaltebecken Aubach des Wasserverbandes Sulm, das hinter einem Erddamm von 10,2 m Höhe bis zu 86.100 m³ Wasser zurückhalten kann, welches dann gesteuert abgelassen wird.[LUBW 9]

Zusammenfluss des Aubachs mit dem von rechts kommenden Hößlinsülzer Bach zum Hambach von links und Südsüdosten auf etwa 196,3 m ü. NHN bei Obersulm-Neuhaus und am Südrand von Obersulm-Willsbach. Der Aubach ist 3,3 km lang und hat ein 3,0 km² großes Einzugsgebiet.

## Geologie
Im Einzugsgebiet des Aubachs steht die Mittelkeuper-Schichtenfolge vom Kieselsandstein (Hassberge-Formation) bis hinunter zum Gipskeuper (Grabfeld-Formation) an. Kieselsandstein liegt auf kleiner Fläche im Südosten des Einzugsgebietes als nordwestwärts auslaufender Schichtensporn auf dem Bergkamm vor dem Schozach-Einzugsgebiet. Nordwestwärts schließt sich an diesen unter einem Band von Unteren Bunten Mergeln (Steigerwald-Formation) eine breite Verebnungsfläche von Schilfsandstein (Stuttgart-Formation) an, die sich entlang dem Höhenkamm fast bis zur Westecke des Einzugsgebietes zieht. Auch der am Nordwestrand des Einzugsgebietes stehende Föhrenberg trägt eine kleine isolierte Schilfsandsteindecke.
Unterhalb des Schilfsandsteins liegt dann auf dem größeren Teil des Einzugsgebietes bis zur Mündung hinab Gipskeuper (Grabfeld-Formation), wo er nicht durch geologisch viel jüngere quartäre Schichten überdeckt sind; nach Fläche am größten sind dies lösshaltige Fließerden, danach die Läufe schon weit oben begleitende Schwemmlandsedimente, Terrassensedimente beidseits des Mittellaufes und eine Lössinsel linksseits kurz vor der Mündung.
Die Quellen des Oberlaufbüschels entspringen meist etwas über oder unter der Schilfsandstein-Gipskeuper-Grenze. Der Zufluss aus dem Steigwald folgt dort einer teilweise nur vermuteten, nordostwärts ziehenden Störungslinie, die im oberen Bereich eine Gipskeuper-Hochscholle im Nordwesten gegen eine Schilfsandstein-Tiefscholle versetzt.

## Schutzgebiete
Über ein Drittel des Einzugsgebietes liegt im Landschaftsschutzgebiet Autal, das neben dem weit überwiegenden Teil des Talabschnitts unterhalb des letzten Zuflusses mit auch etlichen Waldanteilen zugleich untere Talabschnitte der dort zusammenfließenden Oberläufe umfasst. Der deutlich überwiegende Teil des Einzugsgebietes mit insbesondere den Berghöhen in dessen Süden und Südwesten liegt im Naturpark Schwäbisch-Fränkischer Wald.

### LUBW
Amtliche Online-Gewässerkarte mit passendem Ausschnitt und den hier benutzten Layern: Lauf und Einzugsgebiet des Aubachs

Allgemeiner Einstieg ohne Voreinstellungen und Layer: Daten- und Kartendienst der Landesanstalt für Umwelt Baden-Württemberg (LUBW) (Hinweise)
1. 1 2 3 4 5 6  Höhe nach dem Höhenlinienbild auf dem Hintergrundlayer Topographische Karte.
2. 1 2 3  Höhe nach grauer Beschriftung auf dem Hintergrundlayer Topographische Karte.
3. 1 2  Länge nach dem Layer Gewässernetz (AWGN).
4. 1 2 3  Einzugsgebiet nach dem Layer Basiseinzugsgebiet (AWGN).
5. ↑  Natur teilweise nach dem Layer Geschützte Biotope.
6. ↑  Seefläche nach dem Layer Stehende Gewässer.
7. 1 2 3  Einzugsgebiet abgemessen auf dem Hintergrundlayer Topographische Karte.
8. 1 2  Länge abgemessen auf dem Hintergrundlayer Topographische Karte.
9. ↑  Daten des Hochwasserrückhaltebeckens nach dem Layer Stauanlage.
10. ↑  Schutzgebiete nach den einschlägigen Layern, Natur teilweise nach dem Layer Geschützte Biotope.

### Andere Belege
1. ↑  Josef Schmithüsen: Geographische Landesaufnahme: Die naturräumlichen Einheiten auf Blatt 161 Karlsruhe. Bundesanstalt für Landeskunde, Bad Godesberg 1952. → Online-Karte (PDF; 5,1 MB)
2. ↑  Wolf-Dieter Sick: Geographische Landesaufnahme: Die naturräumlichen Einheiten auf Blatt 162 Rothenburg o. d. Tauber. Bundesanstalt für Landeskunde, Bad Godesberg 1962. → Online-Karte (PDF; 4,7 MB)
3. ↑  Geologie nach den Layern zu Geologische Karte 1:50.000 auf: Mapserver des Landesamtes für Geologie, Rohstoffe und Bergbau (LGRB) (Hinweise)